# Каратуминський сільський округ
Каратуми́нський сільський округ (каз. Қаратұма ауылдық округі, рос. Каратуминский сельский округ) — адміністративна одиниця у складі Маканчинського району Абайської області Казахстану. Адміністративний центр та єдиний населений пункт — село Каратума.
Населення — 1255 осіб (2021; 1590 у 2009, 2215 у 1999, 2772 у 1989).
Станом на 1989 рік існувала Кіровська сільська рада (село Кіровка). До 1998 року округ називався Кіровським.